# Dorfprozelten
Dorfprozelten är en kommun och ort i Landkreis Miltenberg i Regierungsbezirk Unterfranken i förbundslandet Bayern i Tyskland.